# Maxie Parks
Maxwell Lander "Maxie" Parks (Arkansas City, 9 de julho de 1951) é um ex-velocista e campeão olímpico norte-americano.
Atleta da UCLA nos anos 70 e especializado nos 400 m rasos, conquistou a medalha de ouro em Montreal 1976 no revezamento 4x400 m ao lado de Herman Frazier, Fred Newhouse e Benjamin Brown.
No ano seguinte participou da primeira Copa do Mundo do Atletismo realizada em Dusseldorf, Alemanha, como integrante do 4x400 m. Ele era o último homem a fechar a prova, que parecia decidida para os EUA; com cerca de 150 m para a chegada, porém, Parks sofreu um grave estiramento no músculo da coxa que o fez cair no meio da pista em dores, dando a vitória à equipe da Alemanha Ocidental. Ele não mais competiu nesta temporada mas voltou em 1978 para conquistar o título nacional americano da AAU dos 400 metros.
Com o boicote dos Estados Unidos aos Jogos seguintes, Moscou 1980, ele retirou-se do atletismo.